# Женщины в Октябрьской революции
Женщины в Октябрьской революции — роль женщин в Октябрьской революции. Русские революции 1917 года ознаменовали конец Российской империи, недолгое существование Временного правительства и создание первого в мире социалистического государства под руководством большевиков. Многие ранние русские феминистки и простые русские работницы принимали активное участие в революции, и все они были затронуты событиями того периода и новой политикой Советского Союза. 
Временное правительство, пришедшее к власти после свержения царя в феврале 1917 года, продвигало либерализм и сделало Россию первой крупной страной, предоставившей женщинам право голоса. После прихода к власти большевиков в октябре 1917 года были либерализованы законы о разводе, разрешены аборты, декриминализована гомосексуальность и провозглашён новый, более высокий статус для женщин. Инесса Арманд (1874—1920), Александра Коллонтай (1872—1952), Надежда Крупская (1869—1939) и Александра Артюхина (1889—1969) были видными представительницами большевиков. Мария Спиридонова была одной из главных лидеров левых эсеров и вообще крестьянского движения: она председательствовала на Чрезвычайном Всероссийском съезде Советов крестьянских и солдатских депутатов (ноябрь 1917), а затем была назначена заведующей Крестьянской секцией Центрального Исполнительного Комитета Всероссийского Совета рабочих, крестьянских и солдатских депутатов (ВЦИК) до июля 1918 года.
В период революционных событий от февраля до октября 1917 года женщины России все больше вовлекались в различные сферы общественно-политической жизни. Важную роль в этих процессах играли такие организаторы женского движения как социал-демократы A.M. Коллонтай, И.Ф. Арманд, К.Н. Самойлова и другие, благодаря которым женщины стали непосредственными участниками политической борьбы.
Р. Ратчайлд пишет, что никакой сводный обзор о революции 1917 года в России не может считаться полным без упоминания о борьбе российских женщин за избирательные права и их получении. Это была одна из наиболее масштабных демократических реформ XX века, сыгравшая роль объединяющего начала в революционном воодушевлении того времени. 
После победы Октябрьской революции было организовано массовое женское движение: создавались женотделы как вид специальной большевистской женской организации (вместо ранее провозглашаемого принципиального отказа от создания особых большевистских женских организаций). Во всех учебных заведениях было введено совместное обучение девочек и мальчиков (предполагавшее в том числе, что девочки обучаются по той же программе, что и мальчики), поощрялось направления девушек и женщин на учебу на рабочие факультеты. Изменялись традиционные представления о женщине, главной задачей которой считалась забота о муже, детях, домашнем хозяйстве. Пропагандировалось отношение к женщине как к товарищу; визуальный образ «новой женщины» был маскулинным, характеризовался открытым пренебрежением к своему внешнему виду .

## Русские женщины и Первая мировая война
Молодое русское феминистское движение воодушевилось восстанием 1905 года, за которым последовала либерализация некоторых ограничений в отношении женщин и создание национального парламента. Однако к 1908 году силы реакции начали оказывать сильное сопротивление. Женщинам запретили посещать университеты.
В августе 1914 года началась Первая мировая война, так как миллионы мужчин ушли на фронт, женщинам пришлось брать на себя новые роли. Число женщин, работающих в промышленных центрах, превысило один миллион: в период с 1914 по 1917 год к рабочей силе присоединилось 250 000 женщин. Крестьянки также взяли на себя часть сельскохозяйственных работ своих мужей, ушедших на фронт. Также женщины в небольших количествах сражались непосредственно на фронте и тысячами служили медсестрами. Социальные условия жизни женщин во время Первой мировой войны повлияли на роль, которую они сыграли в будущих революциях.

### При Временном правительстве
Весной 1917 года Военное министерство России санкционировало создание шестнадцати отдельных женских воинских формирований (четыре пехотных батальона, одиннадцать отрядов связи и одно отдельное военно-морское подразделение). Планировалось наступление Керенского, некоторые женщины начали оказывать давление на новое Временное правительство с целью создания специальных женских батальонов. Считалось, что женщины-солдаты будут иметь значительную пропагандистскую ценность (воодушевлять уставших и деморализованных мужчин русской армии, стыдить колеблющихся мужчин-солдат).

## Февральская революция
Февральская революция (февраль 1917) свергла царский режим. Некоторые женщины сыграли заметную роль в этой революции (массовый протест в Международный женский день с требованием политических прав). При временном правительстве женщины получили:
- право голоса
- право заниматься адвокатской деятельностью
- равные права на государственной службе.

Женщины, выступающие за политических прав, как правило, происходили из высшего и среднего класса, в то время как более бедные женщины протестовали за «хлеб и мир». Рекордное количество женщин вступило в российскую армию (первый женский боевой отряд был сформирован в мае 1917 года).

## Женские вопросы и политика большевиков
Женский вопрос и представление о том, что женщины ограничены строгими социальными правилами и ролями, были популярной темой среди русской интеллигенции в конце XIX и начале XX веков. В отличие от Запада, российские дискуссии относительно прав и роли женщин не были частью основной борьбы за права человека. Барбара Энгель исследовала гендерные аспекты революции. Слабость культа домашнего очага в имперскую эпоху способствовала внедрению новаторской большевистской политики. С другой стороны, рабочий класс был представлен только мужчинами, что препятствовало инновациям. После 1905 года радикальные элементы все больше рассматривали женщин как отстраненных от общественной сферы, среди революционеров приоритет отдавался мужчинам. Женщины считались отсталыми и суеверными, не заслуживающими доверия в политических вопросах. Некоторые марксисты называли женщин-работниц «самым отсталым слоем пролетариата» и обвиняли их в неспособности развить революционное сознание без партийного руководства. До революции феминизм осуждался как «буржуазный», поскольку он, как правило, исходил из высших классов, и считался контрреволюционным из-за того, что считалось, что он разделит рабочий класс. Работа Энгельса 1890 года «Женский вопрос» оказала большое влияние на Ленина. Он считал, что угнетение женщин было следствием их исключения из сферы общественного производства и перевода в сферу домашнего хозяйства. Буржуазная семья должна была быть разрушена, женщинам предоставлена полная автономия и доступ к трудоустройству. В свете участия женщин в Февральской революции, партия большевиков начала переосмысливать и реструктурировать свой подход к «женскому вопросу». Сталин отменил многие из большевистских нововведений военного времени, а также создал систему, до некоторой степени расширяющую права и возможности женщин.
Большевики выступали против любого разделения рабочего класса, в том числе разделения на мужчин и женщин. Они считали, что мужчины и женщины должны работать вместе, без разделения, поэтому большевики отказались создать бюро для женщин-работниц. В 1917 году они согласились с требованиями русского феминистского движения и создали Женское бюро.

## Октябрьская революция и гражданская война
Начиная с октября 1918 года советское правительство провело ряд социальных реформ, включающих в себя:
- либерализацию законов о разводах и абортах
- декриминализацию гомосексуализма
- легализацию сожительства вне брака.

Эта политика была частью более широких усилий большевиков по перестройке семейных структур и гендерных ролей в соответствии с социалистическими идеалами. Реформы расширили личные свободы, вследствие чего повысился уровень разводов и снизилась рождаемость в 1920-х годах. Поскольку советское руководство уделяло все больше внимания промышленному росту и рассматривало демографические тенденции как стратегически важную задачу, роль женщин в рабочей силе стала центральной политической проблемой. К середине 1930-х годов при Иосифе Сталине многие предыдущие реформы были отменены в пользу более консервативной повестки дня, которая подчеркивала материнство, стабильность семьи и демографический рост.
Большевики уравняли правовой статус женщин с мужчинами, реформировав некоторые законы, такие как Кодекс о браке, семье и опеке, ратифицированный в октябре 1918 года, который позволял обоим супругам сохранять право на собственное имущество и заработок, предоставлял детям, рождённым вне брака, те же права, что и детям, рождённым в браке, и делал развод возможным по заявлению. Большевики инициировали движение женской самодеятельности — Женотдел, также известный как женская секция Коммунистической партии (1919—1930). Под руководством Александры Коллонтай и при поддержке таких женщин, как Инесса Арманд и Надежда Крупская, Женотдел организовывал политическое образование и курсы обучения грамоте для женщин из рабочего класса и крестьянок, боролся с проституцией.
В то время как мужчин насильно призывали на военную службу во время гражданской войны, к 1920 году в Красную Армию вступило около 50 000-70 000 женщин, что составило 2 % от общей численности вооруженных сил.
В это время большевистский феминизм начал по-настоящему формироваться. Ленин часто говорил о важности освобождения женщин от домашней работы, и началась попытка платить работникам за выполнение домашних дел. Принцип «равной оплаты за равный труд» был официально закреплен законодательно.
Тем не менее, бывшая революционерка Фанни Каплан в 1918 году покушалась на Владимира Ленина, но была арестована и казнена. Здоровье Ленина так и не восстановилось полностью.
Анархистка Мария Никифорова и левая эсерка Ирина Каховскаяво время Гражданской войны соответственно проводили военные операции и совершали террористические акты на Украине, что привело к убийству немецкого военного губернатора фельдмаршала Германа фон Эйххорна.

### Инесса Арманд
Инесса Арманд (1874—1920) была активной революционеркой, очень близкой к Ленину; после того, как он пришел к власти, ей доверили главные роли, так она стала главой Московского совнархоза и была членом исполнительного комитета Московского совета. Она стала директором Женотдела — организации, которая боролась за равноправие женщин в Коммунистической партии и советских профсоюзах (Женотдел действовал до 1930 года), с полномочиями принимать законодательные решения. Она провела реформы, которые позволили женщинам получить право на развод, аборт, участие в государственных делах и создание таких учреждений, как массовые столовые и материнские центры. В 1918 году при поддержке Свердлова, несмотря на противодействие Зиновьева и Радека, ей удалось провести Всероссийский съезд трудящихся женщин, на котором выступил Ленин. Руководство партии согласилось поддержать агитацию Арманд за коммунальные услуги, так как Гражданская война требовала привлечения женщин на работу на фабриках и на вспомогательные задания в Красной Армии, что создавало необходимость освобождения женщин от традиционных обязанностей. Арманд также председательствовала на Первой международной конференции женщин-коммунисток в 1920 году. Весной 1920 по инициативе Арманд, появился журнал Коммунистка, в котором рассматривались более широкие аспекты женской эмансипации.

## Крестьянки и женская эмансипация
Крестьянки в основном не принимали участия ни в «буржуазном» феминистском движении, ни в большевистской революции. Патриархальные гендерные роли были образом жизни в деревнях. Историки предполагают, что крестьяне считали революцию опасной угрозой своему образу жизни, а крестьянки, и без того обедневшие, боялись разрушений, которые принесла война. Лишь незначительное меньшинство крестьянок присоединилось к большевистскому движению. Неприятие крестьянками женской эмансипации наиболее наглядно проявилось в их нежелании участвовать в работе Женского бюро.